# Adjarian Airlines

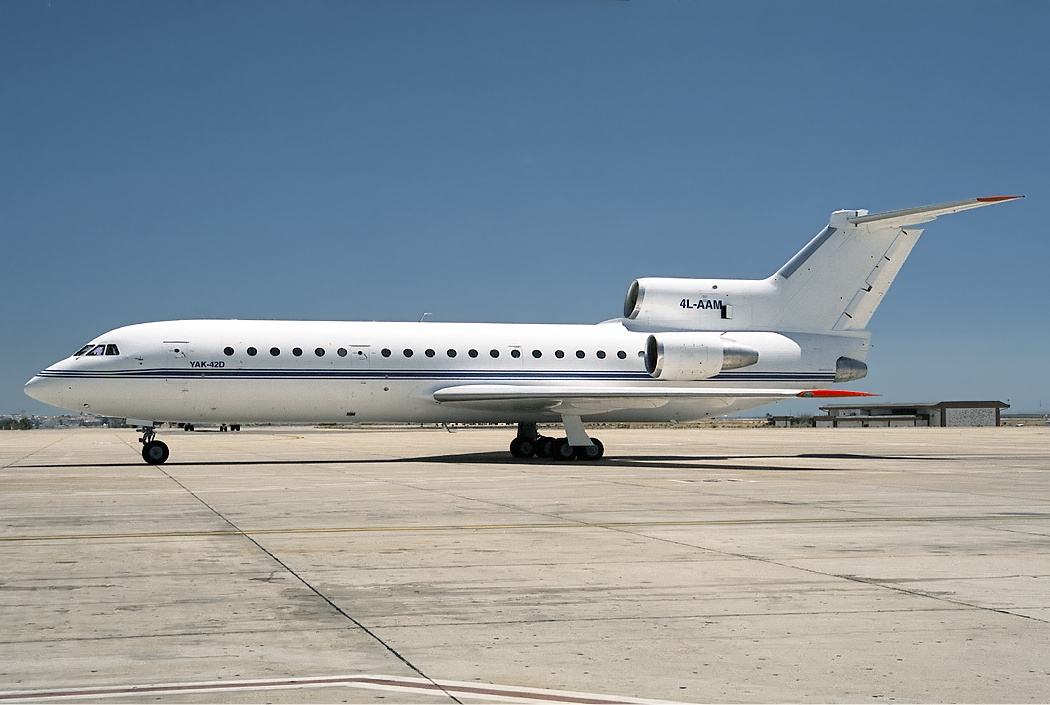
Adjarian Airlines Jakovlev Jak-42.

Adjarian Airlines är ett numera avvecklat flygbolag ifrån Adzjarien i landet Georgien. Adjarian Airlines var verksamt åren 1994-1998. Bolaget bytte namn  till Batumi Adjarian Airlines år 1998. Flottan bestod främst av sovjettillverkade flygplan med Tupolev Tu-134 som vanligaste flygplan.